# Brandon Rivera
Brandon Smith Rivera Vargas (Zipaquirá, Cundinamarca, 21 de marzo de 1996) es un ciclista profesional colombiano. Desde 2020 corre para el equipo británico INEOS Grenadiers de categoría UCI WorldTeam.

## Trayectoria
Inició en el Ciclomontañismo a la edad de nueve años con la Fundación Mazuera compitiendo en categorías inferiores, durante varios años corrió en el calendario nacional e internacional en esta disciplina, siendo campeón nacional, panamericano y medallista olímpico juvenil en el Cross country. Su triunfo más destacado ha sido durante los Juegos Olímpicos de la Juventud Nankín 2014 donde logró la medalla de oro junto a Jhon Anderson Rodríguez en la prueba de Ciclismo por equipos.
En el año 2017 inició en el Ciclismo en ruta en el equipo internacional U.C. Monaco sub-23, fichando en 2019 por el equipo colombiano GW Shimano. En el mes de mayo de 2019 logró el título del Campeonato Panamericano Contrarreloj sub-23 realizado en México.
En el marco de la Vuelta a Colombia 2019, el integrante del GW Shimano, cruzó primero la meta en la etapa 12 que finalizó en Soacha, Cundinamarca, con un recorrido total de 157,3 kilómetros y cinco puertos de montaña.
Su debut oficial como profesional se concretaría al inicio de la temporada 2020, al ser contratado por dos temporadas por el equipo INEOS de categoría UCI WorldTeam. En el mes de enero, en el desarrollo del campeonato nacional de ruta, alcanzó el 4.º lugar en la clasificación de la prueba contrarreloj, siendo Daniel Felipe Martínez el campeón de la prueba. Su presencia en la Vuelta a España 2020 se interrumpió, debido a una molestia en la rodilla, que lo obligó a abandonar en la etapa 2.
En enero de 2022, durante una jornada de entrenamiento en Colombia, sufrió un accidente que le causaría una fractura y dislocación del codo, y la dislocación de la articulación acromioclavicular. En abril hizo parte de la formación del INEOS en el Circuito de la Sarthe en Francia, en labor de gregario; finalizó la competencia en el puesto 60 de la clasificación general. El Tour de Valonia sería la siguiente participación de la temporada. Tras las cinco etapas del certamen, finalizó en el puesto 25 de la clasificación general.
Participó de la carrera CRO Race en 2022, destacándose en la etapa 4 al ingresar en el puesto 4 tras 219 kilómetros.  El campeón de la carrera fue el esloveno Matej Mohorič y Brandon finalizó en el puesto 6 de la clasificación general.[cita requerida]
Inició la temporada 2023 con la participación en la Vuelta a San Juan en Argentina, competencia que coronaría campeón al colombiano Miguel Ángel López; tras las siete etapas de la carrera, se ubicaría en el puesto 5 de la clasificación general.

## Palmarés

### Cross country
Campeonato Panamericano de Ciclismo de Montaña
- San Miguel de Tucumán 2013
  - Medalla de plata en Cross country juniors
- Londrina 2014
  - Medalla de oro en relevo mixto  junto con Valentina Abril, Jhon Freddy Garzón y Fabio Castañeda
  - Medalla de plata en Cross country juniors
- Cota 2015
  - Medalla de oro en relevo mixto  junto con Valentina Abril, Jhon Freddy Garzón y Fabio Castañeda
- Catamarca 2016
  - Medalla de plata en Cross country sub-23 
  - Medalla de oro en relevo mixto  junto con Yossiana Quintero, Jhon Freddy Garzón y Fabio Castañeda

2016
- Campeonato de Colombia de Ciclismo en Cross country sub-23

### Ruta
2014
- Juegos Olímpicos de la Juventud
  - Medalla de oro en Ciclismo por equipos  junto con Jhon Anderson Rodríguez

2018
- 3.º en el Campeonato de Colombia Contrarreloj sub-23

2019
- Campeonato Panamericano Contrarreloj
- 1 etapa de la Vuelta a Colombia

2024
- 2.º en el Campeonato de Colombia Contrarreloj
- 1 etapa de la Vuelta a Austria

2025
- 3.º en el Campeonato de Colombia Contrarreloj

## Resultados en Grandes Vueltas y Campeonatos del Mundo
Durante su carrera deportiva ha conseguido los siguientes puestos en las Grandes Vueltas y en los Campeonatos del Mundo:
| Carrera         | Carrera         | 2019 | 2020 | 2021 | 2022 | 2023 | 2024 | 2025 |
| --------------- | --------------- | ---- | ---- | ---- | ---- | ---- | ---- | ---- |
|                 | Giro de Italia  | —    | ―    | —    | —    | —    | —    | Ab.  |
|                 | Tour de Francia | —    | —    | —    | ―    | —    | —    | —    |
|                 | Vuelta a España | —    | Ab.  | —    | —    | —    | 95.º | —    |
| Mundial en Ruta | Mundial en Ruta | —    | —    | —    | ―    | —    | —    | —    |

—: no participa

Ab.: abandono

## Equipos
- U.C. Monaco (2017-2018)
- GW Shimano[14] (2019)
- INEOS (2020-)
  - Team INEOS (2020)[15]
  - INEOS Grenadiers (2020-)